# Akademie für Natur- und Umweltschutz Baden-Württemberg
Die Akademie für Natur- und Umweltschutz Baden-Württemberg, kurz Umweltakademie genannt, ist eine Einrichtung des Landes Baden-Württemberg. Sie wurde am 9. April 1987 gegründet und ist dem Ministerium für Umwelt, Klima und Energiewirtschaft Baden-Württemberg zugeordnet. Sie hat ihren Sitz im Akademiehaus (Dillmannstraße 3) in Stuttgart.
Die Akademie für Natur- und Umweltschutz Baden-Württemberg will Verständnis und Einsicht in ökologische Zusammenhänge als Grundvoraussetzungen für die Bewahrung und Erhaltung unserer Lebensgrundlagen wecken, Bewusstsein vertiefen und breites Engagement fördern.

## Aufgaben
Zu den Aufgaben zählen Öffentlichkeitsarbeit, indem Seminare, Vorträge und Diskussionsveranstaltungen zu allen Themen des Natur- und Umweltschutzes sowie der nachhaltigen Wirtschaftsentwicklung für alle Bevölkerungskreise und Berufsschichten durchgeführt werden. Dabei wird eng mit Verbänden und anderen Institutionen zusammengearbeitet.
Ein weiterer Schwerpunkt liegt auf der Aus- und Fortbildung der mit Aufgaben des Naturschutzes, der Landschaftspflege und des Umwelt- und Klimaschutzes befassten Personen durch Lehr- und Fortbildungsveranstaltungen, Seminaren und Tagungen.
Die Akademie bietet außerdem Veranstaltungen und Fachtagungen zu grundsätzlichen Fragen des Natur- und Umweltschutzes an und gibt Publikationen (u. a. Reihe »Beiträge der Akademie«) zur Vermittlung praktischer Erkenntnisse im Bereich der Umweltvorsorge und zur Vertiefung des Naturverständnisses, insbesondere bei der Jugend, heraus.
Mit der Organisation von Ausstellungen und Exkursionen soll der Gedankenaustausch über Erkenntnisse im Bereich des Natur- und Umweltschutzes sowie der nachhaltigen Entwicklung gefördert werden.
Die Umweltakademie arbeitet mit gleich gelagerten Institutionen im In- und Ausland zusammen zum ständigen Informations- und Erfahrungsaustausch.

## Modellprojekte
Die Umweltakademie hat Modellprojekte zur Umweltbildung und nachhaltigen Entwicklung ins Leben gerufen und setzt diese mit Hilfe von zahlreichen Partnern und teils ehrenamtlich Engagierten um. Im Modellprojekt KiNa – Kindergarten und Nachhaltigkeit werden landesweit Nachhaltigkeitsmentoren ausgebildet, die die Kindergärten bei einer nachhaltigen Entwicklung unterstützen sollen.
Das Modellprojekt Lebendiger Weinberg zielt darauf ab, wieder mehr Artenvielfalt in die heimischen Weinberge zu bringen, ohne dabei die Bewirtschaftung zu erschweren. Beim Modellprojekt Wissenshunger – Wege zum nachhaltigen Konsum und zur nachhaltigen Schulverpflegung werden Klimaschutz, Landschaft, Landwirtschaft, gesunde Ernährung und Bewegung, aber auch regionale Kreisläufe, biologische Vielfalt, Naturerlebnis und Ressourcenschutz verknüpft. In Kooperation mit den Partnern vor Ort werden diese Schwerpunkte in Workshops, Seminaren, Exkursionen, Kochkursen und diversen anderen Initiativen umgesetzt.

## Akademie-Natur-Info-Centren
Zur Umweltakademie gehören fünf Natur-Info-Centres, die Naturerfahrung und Naturerlebnisse, Tipps für das eigene umweltgerechte Verhalten, gesunde Ernährung, Fortbildung für Erzieherinnen und Lehrer und vieles mehr für Jung und Alt bieten. Die Natur-Info-Centren befinden sich im Zoologisch Botanischen Garten in der Wilhelma in Stuttgart, im Blühenden Barock in Ludwigsburg, in den Enzauen Bietigheim-Bissingen, am Wartberg in Stuttgart und in Donzdorf (Schwäbische Alb).

## Landesnetzwerk Umweltbildung und nachhaltige Entwicklung
Die Umweltakademie bietet mit dem Landesnetzwerk Umweltbildung und nachhaltige Entwicklung an Umweltbewusstsein und Handlungskompetenz für Umwelt- und Nachhaltigkeitsthemen Interessierte. Dazu gehören Lokale Agenda 21-Initiativen ebenso wie Schulen, Kindergärten, nachhaltige Verkehrs- oder Tourismuskonzepte, Natur- und Landschaftsführer oder Unternehmen.
Das Landesnetzwerk Umweltbildung und nachhaltige Entwicklung soll helfen, die eigene Arbeit durch Impulse aus verschiedenen anderen Bereichen zu bereichern, die eigene Institution bekannter zu machen, Veranstaltungen einem breiten Publikum zugänglich zu machen sowie Ideen und Gedanken auszutauschen und Synergieeffekte zu nutzen.
Interessierte und Mitglieder können Angaben und Daten zu ihrer Person/Einrichtung oder Institution sowie Hinweise zu ihren Veranstaltungen selbst einstellen und verwalten. Die Homepage enthält eine online-Datenbank zu Institutionen im Bereich Umweltvorsorge, Naturerlebnis und nachhaltige Entwicklung sowie einen umfassender Veranstaltungskalender, jeweils auflistbar nach Naturräumen und Regionen.